# Кастл Браво
Кастл Браво (англ. Castle Bravo) — перше у серії випробувань конструкції термоядерної зброї високої потужності, проведених Сполученими Штатами на атолі Бікіні, Маршаллові Острови, в рамках Операції Кастл. Пристрій був підірваний 1 березня 1954 року. Потужність Кастл Браво становила 15 мегатонн ТНТ, що робить його найпотужнішим ядерним пристроєм, який коли-небудь підривали Сполучені Штати, і першою термоядерною зброєю на основі дейтериду літію, випробуваною за проектом Теллера-Улама. Потужність Кастл Браво в 2,5 рази перевищувала прогнозовані 6 мегатонн ТНТ (25 ПДж), через непередбачені додаткові реакції за участю літію-7, які призвели до радіоактивного забруднення навколишньої території. Для порівняння, потужність атомної бомби малюк, яка була скинута на Хіросіму, становила 15 КТ, а потужність Кастл Браво була в тисячу разів більшою.
Опади, найважчі з яких були у вигляді подрібнених поверхневих коралів від детонації, впали на жителів атолів Ронгелап і Утірік, тоді як більш тверді та газоподібні поширилися по всьому світу. Мешканці островів були евакуйовані лише через три дні і захворіли на променеву хворобу. Двадцять три члени екіпажу японського рибальського судна Дайґо Фукурю Мару («Щасливий дракон № 5») також були забруднені сильними опадами, переживаючи гострий радіаційний синдром. Вибух викликав бурхливу міжнародну реакцію через атмосферні термоядерні випробування.
Кратер Браво розташований на 11°41′50″ пн. ш. 165°16′19″ сх. д. / 11.69722° пн. ш. 165.27194° сх. д.. Залишки вирви після детонації Кастл Браво знаходяться на 11°42′6″ пн. ш. 165°17′7″ сх. д. / 11.70167° пн. ш. 165.28528° сх. д.

## Дизайн бомби

### Первинна система
Пристрій Кастл Браво містився в циліндрі вагою 23 500 фунтів (10,7 т) і мав розміри 179,5 дюймів (456 см) в довжину і 53,9 дюймів (137 см) в діаметрі.
Основою пристрою була атомна бомба COBRA з дейтеріє-тритієвим газовим прискорювачем як дуже компактний пристрій MK 7, створений Лос-Аламосською науковою лабораторією. Цей пристрій прискореного поділу був випробуваний під час події Upshot Knothole Climax і дав потужність 61 кілотонна ТНТ (260 ТДж) (з діапазону очікуваного виходу 50–70 кт). Її вважали достатньо успішною, щоб заплановану, спрямовану на дослідження того самого питання щодо відповідного первинного елемента для термоядерних бомб, серію операцій «Доміно» можна було скасувати:197. Система імплозії була досить легкою при 410 кг, тому що була усунута алюмінієва оболонка штовхача навколо тамперу і використала більш компактні кільцеві лінзи. Особливість конструкції, була спільна з конструкціями пристроїв Mark 5, 12, 13 і 18. Вибуховий матеріал внутрішніх зарядів MK 7 було замінено на більш потужний Циклотол 75/25, замість Композиції B, яка використовувалася в більшості накопичених бомб на той час, оскільки Циклотол 75/25 був щільнішим за Композицію B і тому міг генерувати таку саму кількість вибухової сили в меншому об’ємі (це забезпечило на 13 відсотків більше енергії стиснення, ніж Comp B).:86:91 Композитну уран-плутонієву активну зону COBRA левітували в ямі типу D. COBRA була останнім продуктом Лос-Аламоса в результаті проектування «нових принципів» порожнистого сердечника:196. Мідний вкладиш, укладений у внутрішню капсулу зі збройового плутонію, запобігав дифузії газу DT у плутонію, метод, який вперше був випробуваний у Greenhouse Item:258. Зібраний модуль важив 830 кг, розміром 770 мм в попереку. Знаходився на кінці пристрою, на якому, як видно з розсекреченого фільму, видно невеликий конус, що виступає з балістичного корпусу. Цей конус є частиною параболоїда, який використовувався для фокусування випромінювання, що виходить від первинної у вторинну фазу.

## Дейтерій і літій
Пристрій називався SHRIMP і мав таку саму базову конфігурацію (радіаційна імплозія), як і вологий пристрій Айві Майк, за винятком іншого типу термоядерного палива. SHRIMP використовував дейтерид літію (LiD), який є твердим при кімнатній температурі. Айві Майк використовував кріогенний рідкий дейтерій (D2), який вимагав складного охолоджувального обладнання. Кастл Браво був першим випробуванням Сполученими Штатами практичної термоядерної бомби, незважаючи на те, що TX-21, яка була перевірена на заході Браво, не була оснащена озброєнням. Успішне випробування зістарило кріогенну конструкцію, яку використовував Айві Майк, і його збройовий похідний Mk.16, який планувалося випробувати як початковий Кастл Янкі. Він також використовував алюмінієвий балістичний корпус 9.5 см товщиною. Алюміній був використаний, щоб різко зменшити вагу бомби та одночасно забезпечити достатній час утримання випромінювання для підвищення потужності, що є відмінністю від важкого корпусу з нержавіючої сталі (304L або MIM 316L), який використовується в сучасних проектах зброї:54:237.

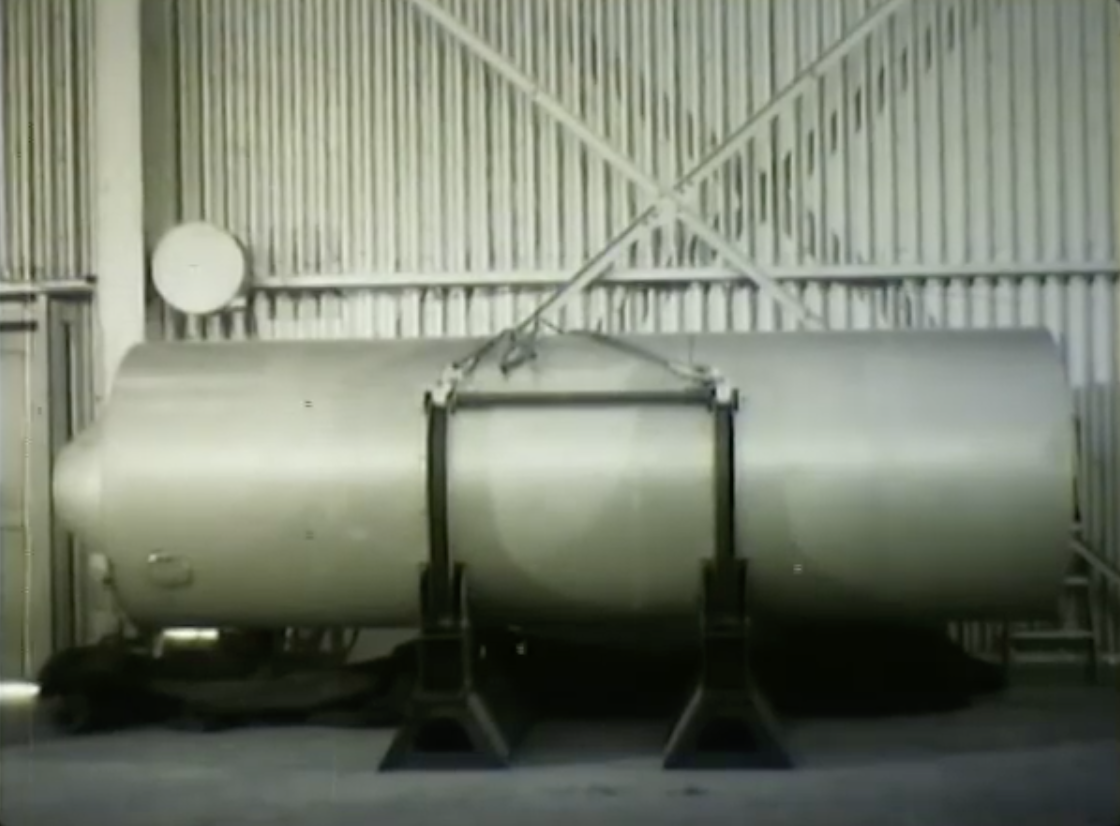
SHRIMP незадовго до встановлення в кабіні.
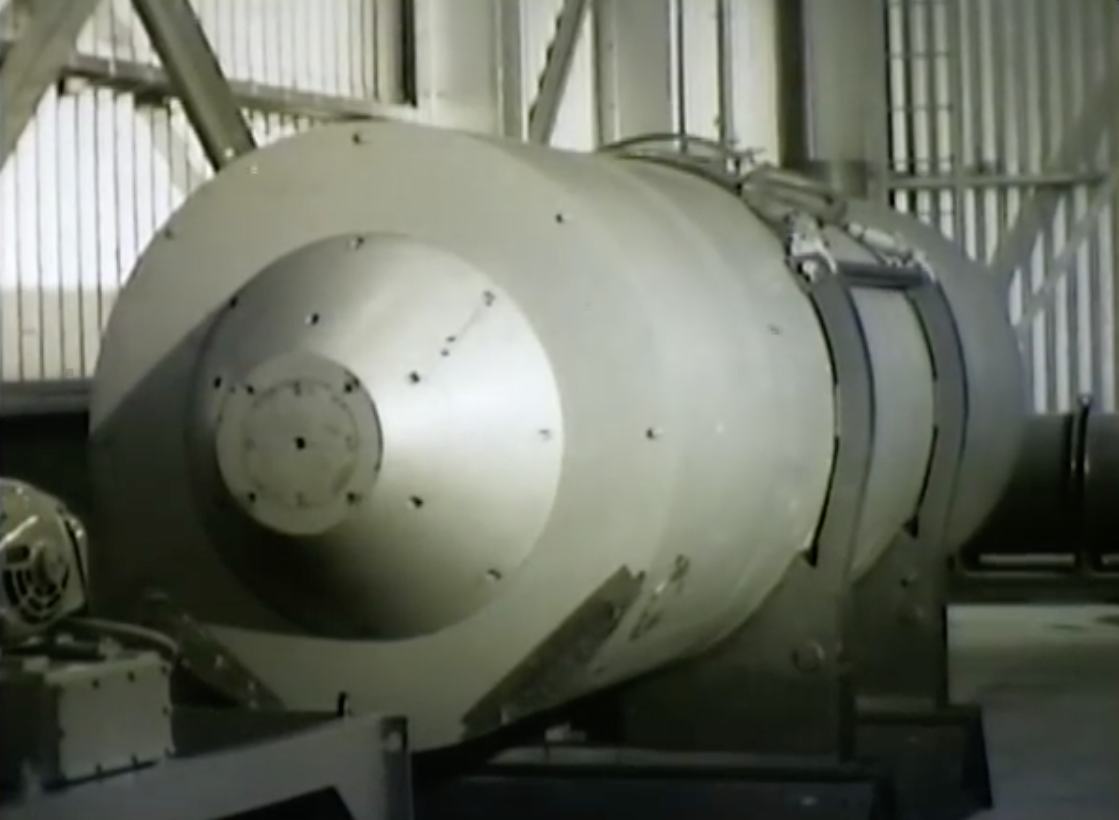
Параболічна проекція SHRIMP.
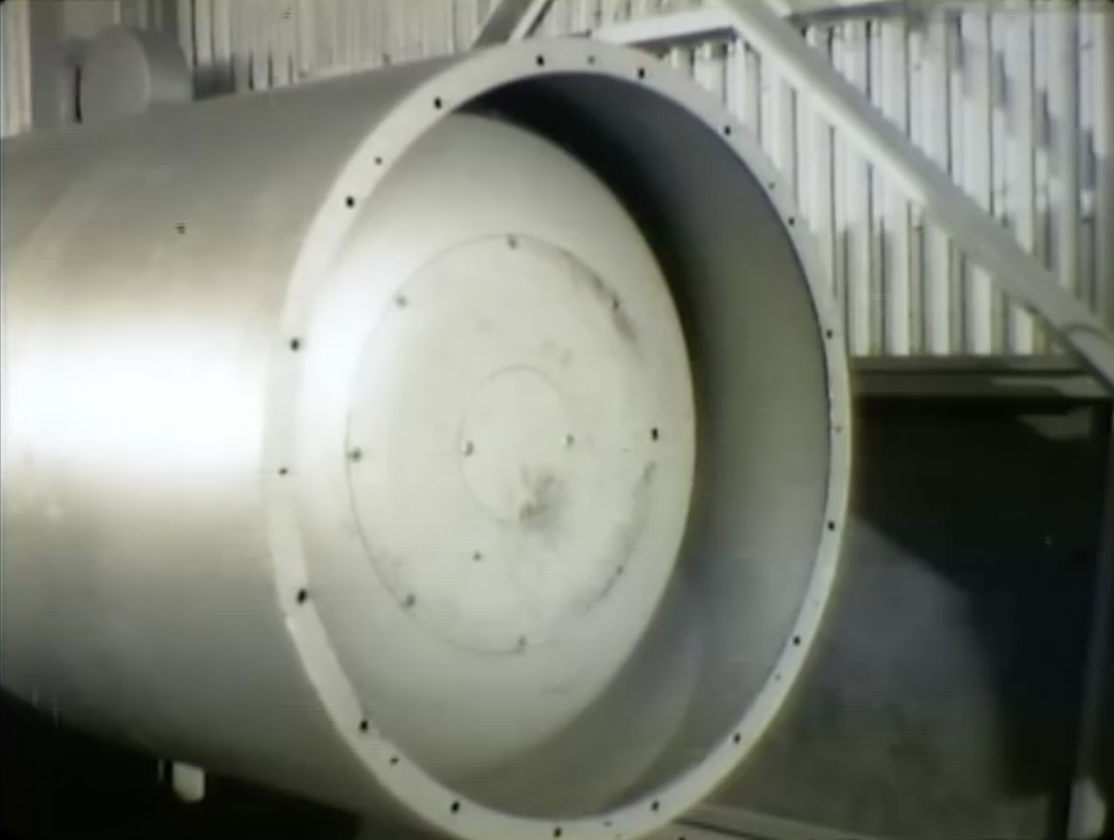
Циліндричний кінець SHRIMP.
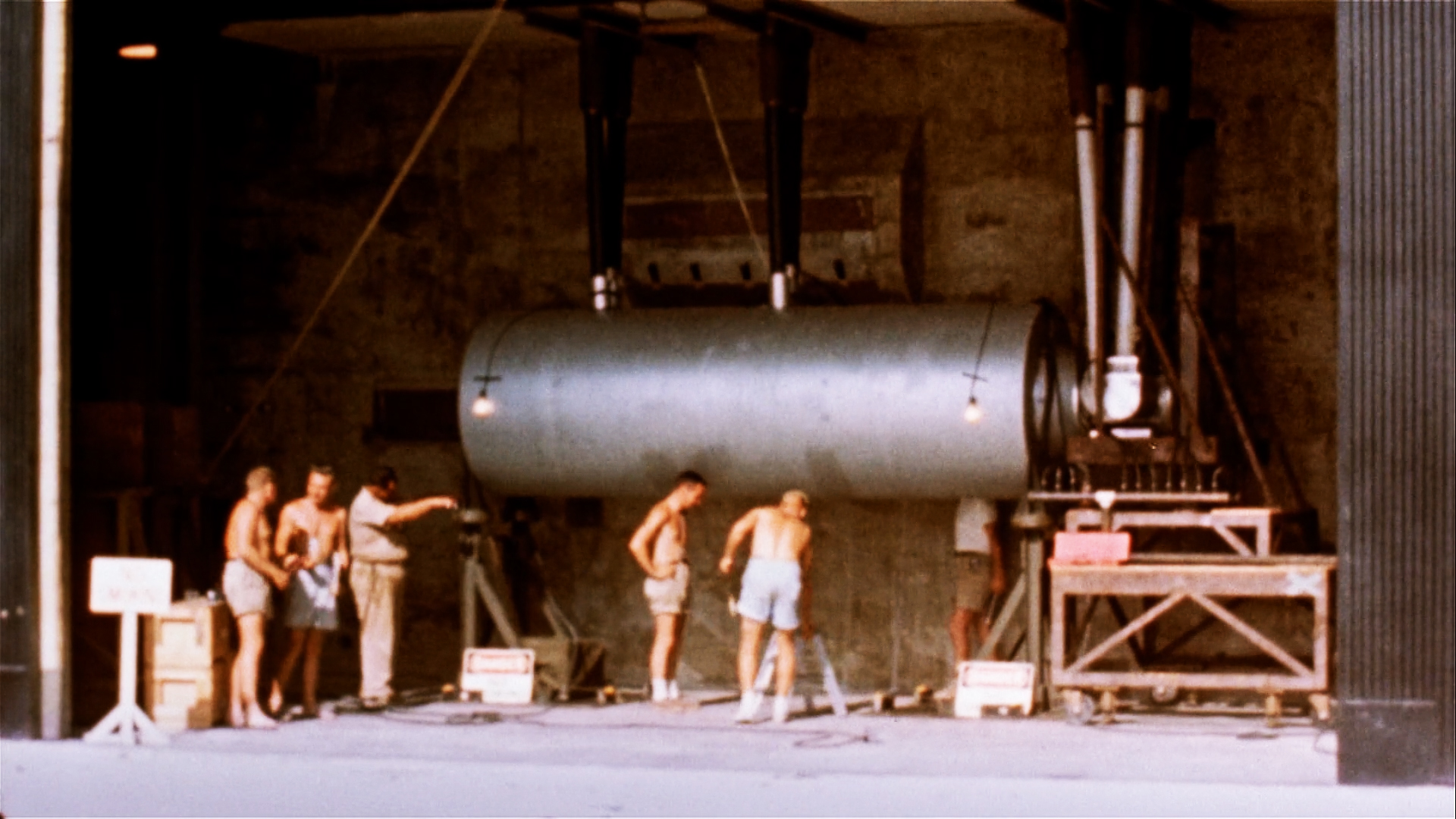
Встановлення пристрою SHRIMP у кабіні з людьми для масштабу.

SHRIMP був принаймні в теорії та в багатьох критичних аспектах ідентичним за геометрією до пристроїв RUNT і RUNT II, які пізніше були протестовані в пристроях Кастл Ромео та Кастл Янкі відповідно. На папері це була зменшена версія цих пристроїв, і її походження було навесні та влітку 1953 року. Військово-повітряні сили США вказали на важливість легшої термоядерної зброї для доставки B-47 Stratojet і B-58 Hustler. Лос-Аламоська національна лабораторія відреагувала на цю вказівку наступною збагаченою версією RUNT, зменшеною до системи радіаційної імплозії масштабу 3/4 під назвою SHRIMP. Запропоноване зменшення ваги (від TX-17 19000 кг до TX-21 11000 кг) забезпечили б ВПС набагато більш універсальну гравітаційну бомбу:237. Остаточна версія, випробувана в Кастл, використовувала частково збагачений літій як паливо для термоядерного синтезу. Природний літій є сумішшю ізотопів літію-6 і літію-7 (з 7,5% першого). Збагачений літій, який використовувався в Браво, номінально становив 40% літію-6 (залишок становив набагато більш поширений літій-7, який неправильно вважався інертним). Збагачення паливних блоків змінювалося від 37 до 40% 6Li, а блоки з нижчим збагаченням розташовувалися в кінці термоядерної паливної камери, подалі від первинної. Нижчий рівень збагачення літію в паливних колбах, порівняно з ALARM CLOCK і багатьма пізніми водневими видами зброї, був наслідком нестачі збагаченого літію в той час, оскільки перший із заводів розробки сплавів (ADP) почав виробництво восени року 1953:208. Об’єм використаного LiD (літій-7) палива становив приблизно 60% об’єму заправки для термоядерного синтезу, що використовувався в пристроях wet SAUSAGE та dry RUNT I та II, або приблизно 500 літрів, що відповідає приблизно 400 кг дейтериду літію (так як LiD має щільність 0,78201 г/см3) :281. Суміш коштувала близько 4,54 $ за грам на той час. Ефективність термоядерного згоряння була близькою до 25,1%, що є найвищою досягнутою ефективністю термоядерної зброї першого покоління. Ця ефективність цілком відповідає цифрам, наведеним у листопадовій заяві 1956 року, коли чиновник Міністерства оборони повідомив, що були випробувані термоядерні пристрої з ефективністю від 15% до приблизно 40% :39. Як повідомляв, Ганс Бете незалежно один від одного заявив, що перше покоління термоядерної зброї мало ефективність (термоядерного синтезу) від 15% до 25%.

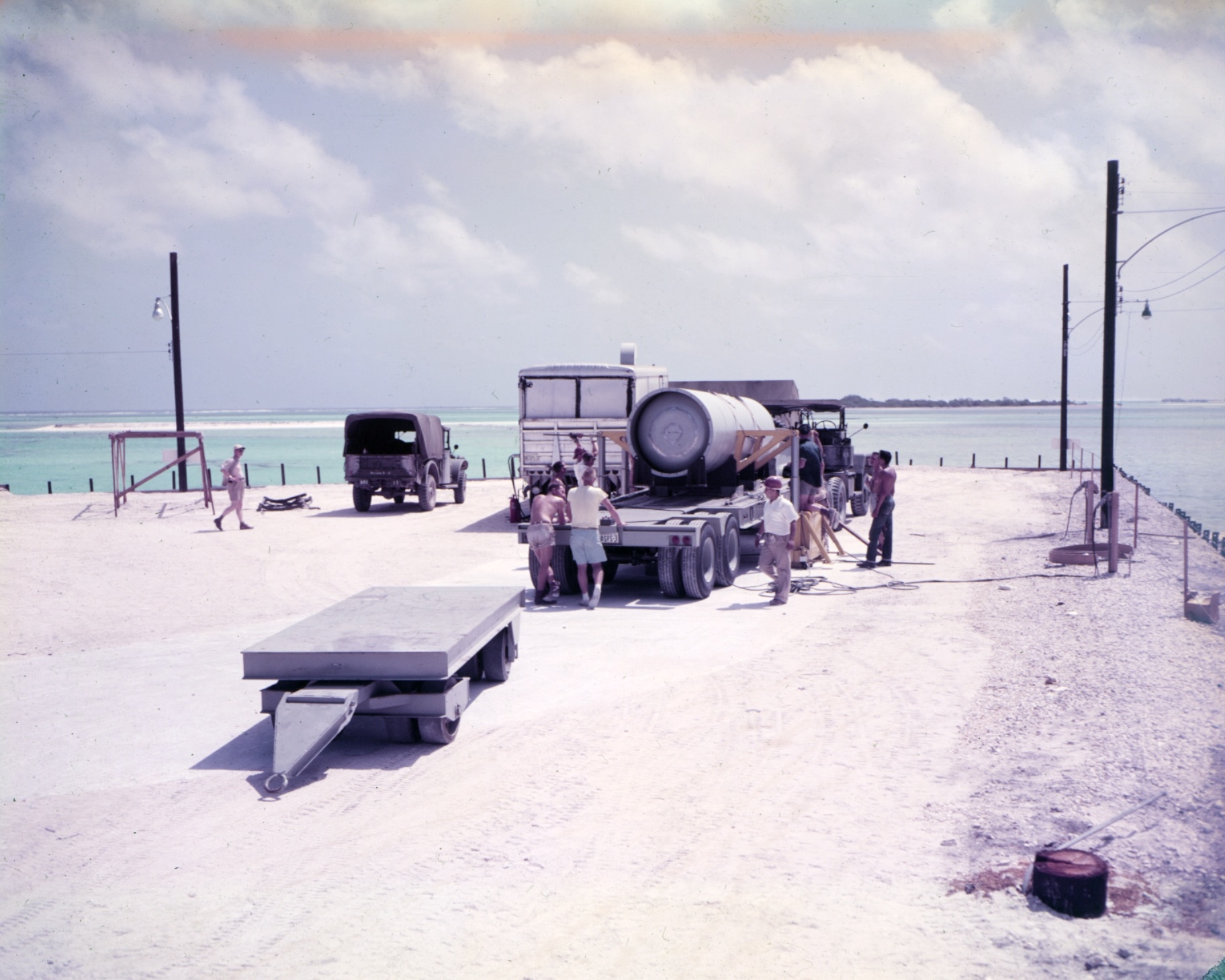
Пристрій SHRIMP доставлено вантажівкою в місті очікуванного встановлення.

## Детонація

Детонація Браво і вогняна куля.

Пристрій було встановлено у "вибуховій кабіні" на штучному острові, побудованому на рифі біля острова Наму на атолі Бікіні. На ньому було налаштовано значний набір діагностичних інструментів, у тому числі високошвидкісні камери, налаштовані через дугу дзеркальних веж навколо кабіни, яка знімалася.
Детонація сталася о 06:45 1 березня 1954 року за місцевим часом (18:45 28 лютого за Гринвічем).
Коли Браво був підірваний, протягом однієї секунди він утворив вогненну кулю майже 7,2 км в діаметрі. Її було видно на атолі Кваджалейн на відстані понад 400 км. Вибух залишив кратер близько 2000 метрів в діаметрі і 76 метрів в глибину. Ядерний гриб досяг висоти 14 і діаметром 11 кілометрів приблизно за хвилину, висота 40 і 100 кілометрів в діаметрі була тосягнута менш ніж за 10 хвилин і розширювалася зі швидкістю понад 360 км/год. В результаті вибуху хмара забруднила понад 18 000 км² навколишнього Тихого океану, включаючи деякі навколишні невеликі острови, такі як Ронгерік, Ронгелап і Утирік.
З точки зору вивільненої енергії (зазвичай вимірюється в тротиловому еквіваленті), Кастл Браво був приблизно в 1000 разів потужніший за атомну бомбу, скинуту на Хіросіму під час Другої світової війни. Кастл Браво є шостим за потужністю ядерним вибухом в історії, перевищеним радянськими випробуваннями «Цар Бомба» приблизно на 50 Мт, «Тест 219» з потужністю 24,2 Мт і трьома іншими (Тест 147, Тест 173 і Тест 174) потужністю ≈20 Мт серед радянських випробувань у 1962 році на Новій Землі.

## Галерея

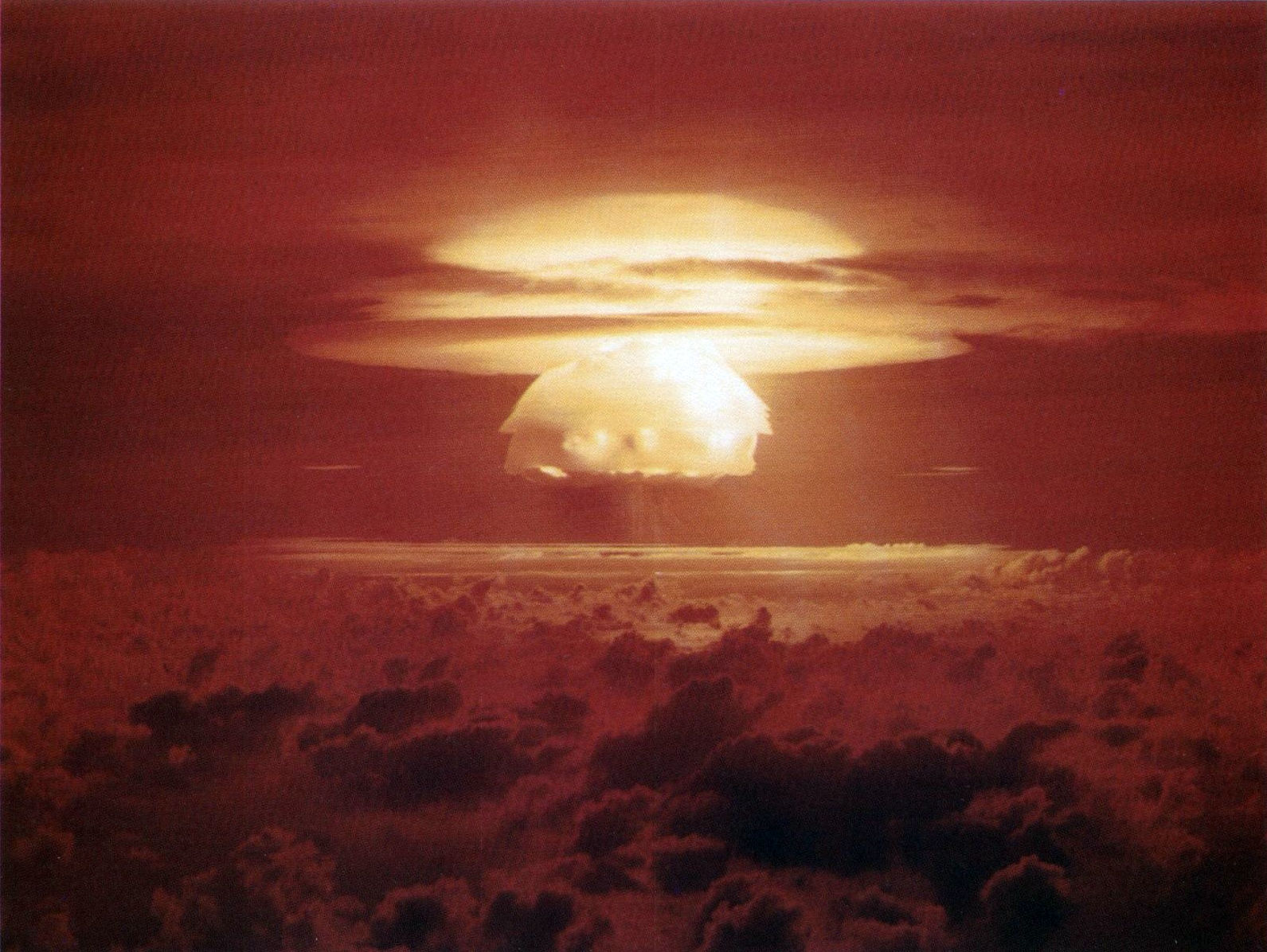
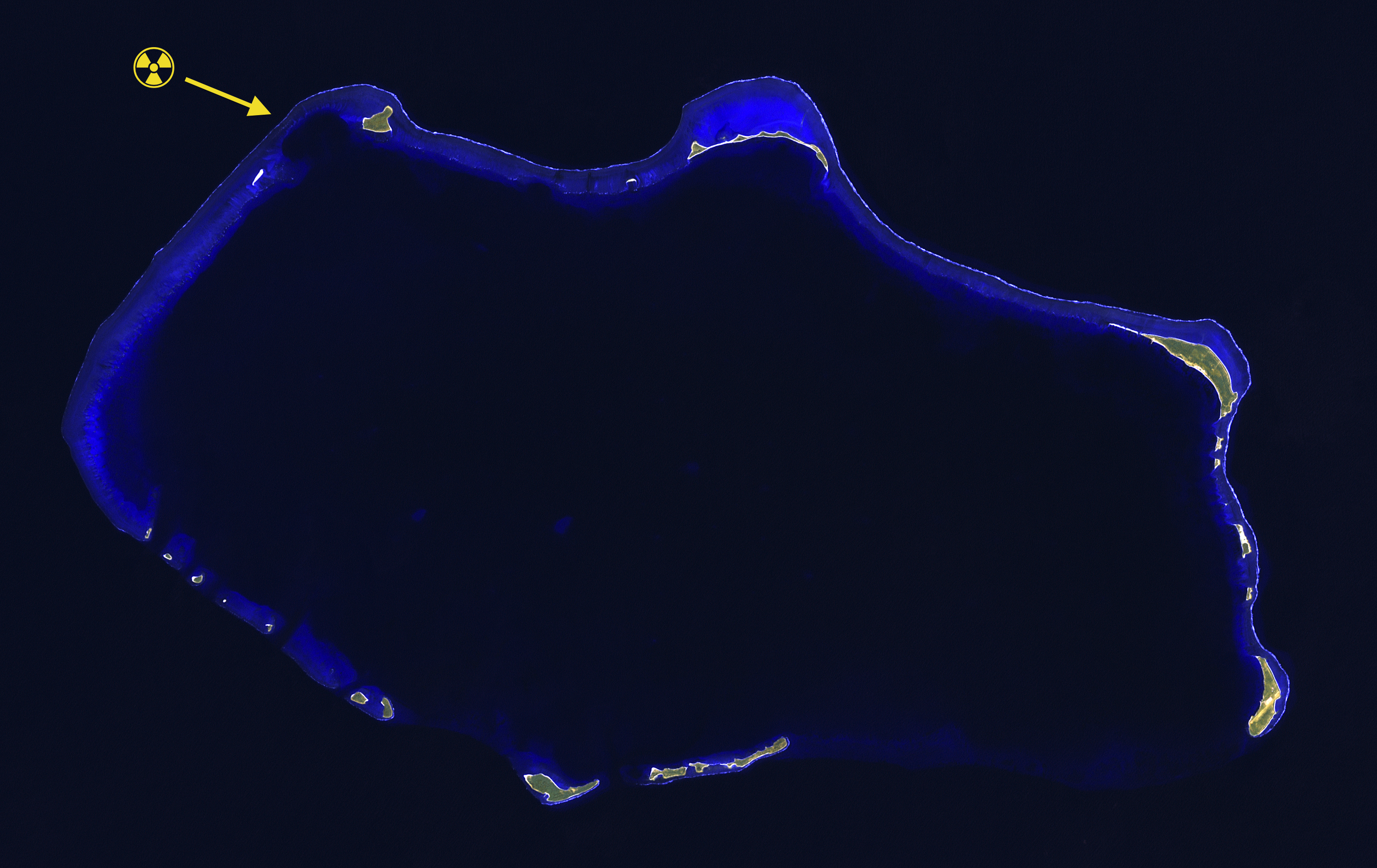
Кратер від детонації Браво, відносно атолу Бікіні.
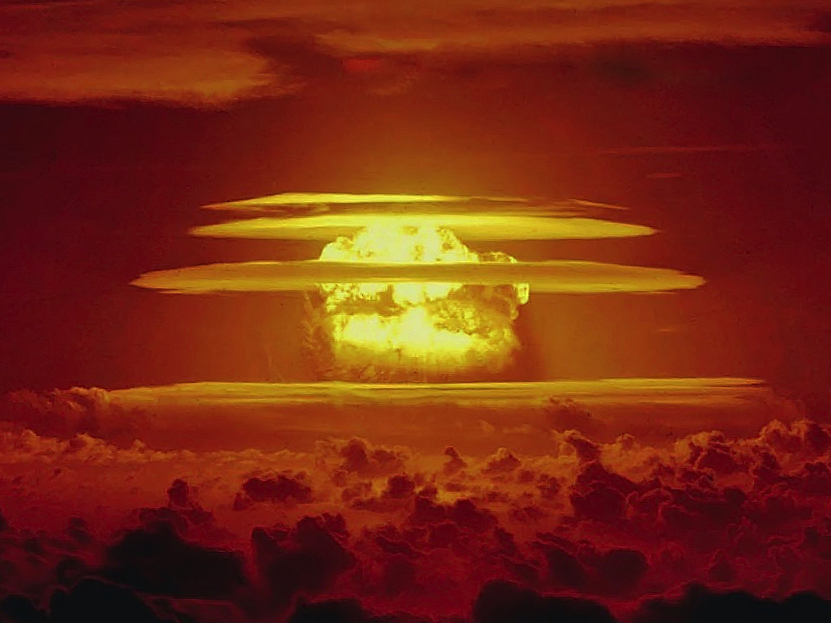
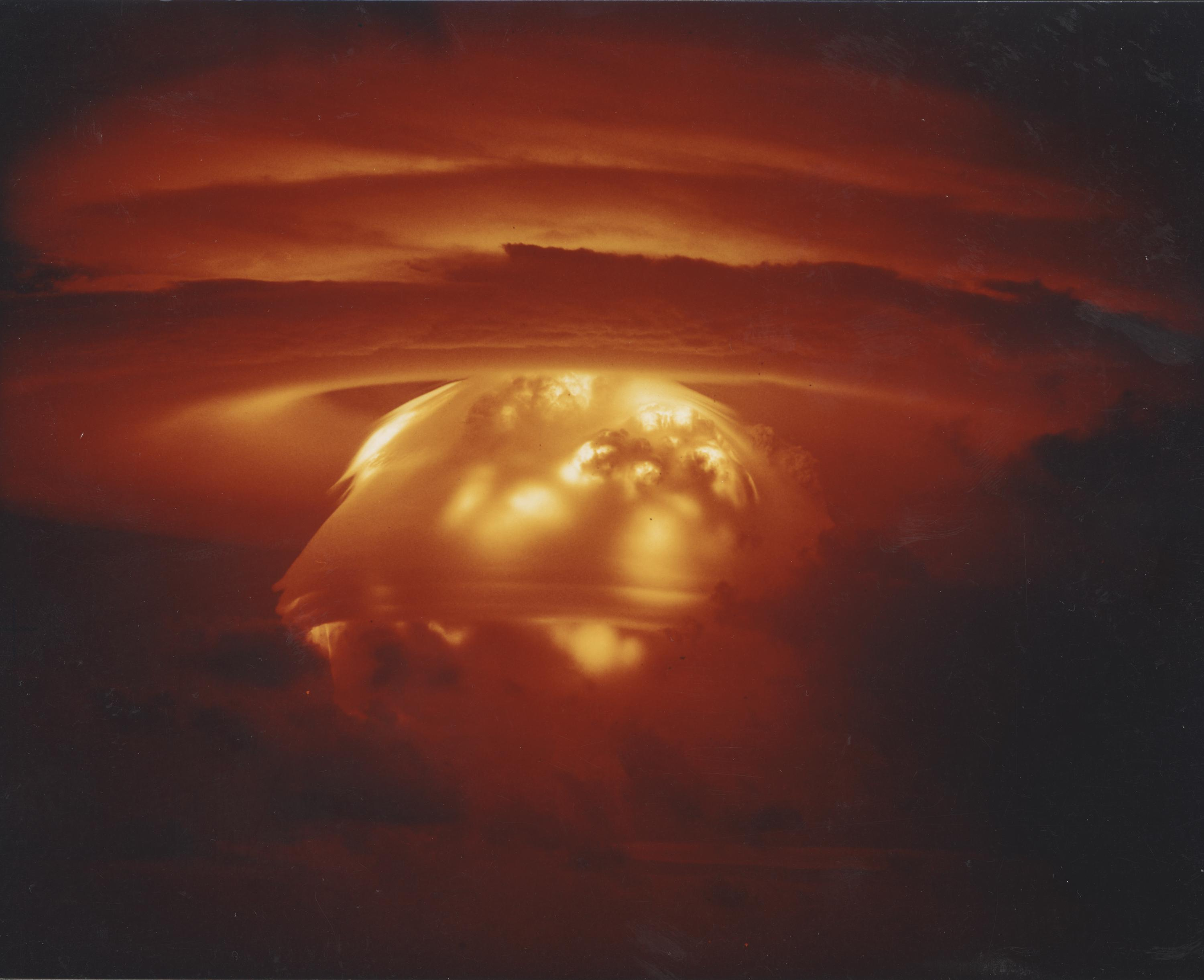

## Дивись також
- Цар-бомба
- Кастл Янкі
- Операція Кастл